# Si comprehendis non est Deus
Si comprehendis non est Deus è una locuzione latina usata da Agostino di Ippona nel Sermone 117.3.5 che significa: "se comprendi, non è Dio".
Tale concetto era già stato introdotto nel Sermone 52, in cui Agostino afferma:
Il passaggio rappresenta il fondamento concettuale della Teologia negativa cristiana. Nel Noncognitivismo teologico, l'intero passaggio è considerato privo di significato razionale, alla stessa stregua di un paradosso, un gioco linguistico o un'espressione poetica.
Papa Benedetto XVI, nella sua Lettera Enciclica Deus caritas est, in un passo in cui commenta il tema dell'apparente incomprensibilità della sofferenza nel libro di Giobbe, fa uso dell'espressione di Agostino per indicare come la razionalità sia insufficiente per spiegare le concezioni di fede della religione cattolica.
Nel suo intervento alla summer school 2008 della Fondazione Magna Carta, "Religioni, verità, libertà", il cardinale Angelo Scola, Patriarca di Venezia, paragona il "si comprehendis, non est Deus" agostiniano ad un'espressione di Abū Bakr, primo califfo dell'Islam nel settimo secolo:

In La via della verità, Rino Fisichella sostiene che «l'insegnamento di Gesù non potrebbe mai esser espresso in maniera coerente dallo scritto» e riconduce l'espressione agostiniana alle parole del dottore della Chiesa Gregorio Nazianzeno secondo cui: 
(Discorso 28,4; PG 36,29ss)